# Zur Heiligen Familie (Marbach)
Zur Heiligen Familie ist eine römisch-katholische Pfarrkirche in Marbach am Neckar im Landkreis Ludwigsburg, Baden-Württemberg. Sie gehört zur Diözese Rottenburg-Stuttgart und ist das Zentrum der gleichnamigen Kirchengemeinde.

## Geschichte
Die Kirche wurde im Jahr 1953 erbaut und geweiht. Der Bau war eine Reaktion auf den starken Zuzug katholischer Heimatvertriebener nach dem Zweiten Weltkrieg, der die bislang kleine katholische Gemeinde in der traditionell evangelisch geprägten Stadt deutlich vergrößerte.
Entworfen wurde die Kirche vom Architekten Otto Linder. Die künstlerische Gestaltung der Glasfenster stammt vom Künstler Edzard Seeger.

## Architektur
Die Kirche ist im Baustil der Nachkriegsmoderne gehalten. Markant sind die farbintensiven Glasfenster, die biblische Szenen darstellen.

## Gemeinde und Nutzung
Die Kirche dient als Zentrum der katholischen Kirchengemeinde Zur Heiligen Familie, die neben Marbach auch den Stadtteil Rielingshausen sowie die Gemeinden Benningen am Neckar und Erdmannhausen umfasst. Die Gemeinde ist bekannt für ein aktives Gemeindeleben mit Gottesdiensten, sozialen Projekten und Veranstaltungen für alle Altersgruppen.
Ein bedeutendes Ereignis in der jüngeren Geschichte der Kirche war die Erneuerung des Geläuts im Jahr 2008.